# Championnat NCAA féminin de cross-country
Le Championnat NCAA de cross-country féminin est un ensemble de championnats de cross-country organisées par la National Collegiate Athletic Association, association sportive universitaire américaine. La compétition est divisée en trois divisions. Le premier championnat a eu lieu durant la saison 1982, ajouté au côté de douze autres sports féminins. L'équipe tenant du titre en 2012 en première division est l'équipe des Ducks de l'Oregon et la championne individuelle est Betsy Saina.